# Стратегия государства
Стратегия государства — стратегия государства, определяющая направленность изменений баланса сил социальных слоев на определенном этапе исторического развития.
Владимир Квинт определяет стратегию как систему поиска, формулирования и развития доктрины, которая обеспечит долгосрочный успех при последовательной и полной её реализации.
Исходя из стратегических задач, государство поддерживает общественный порядок, регламентирует деятельность граждан и создает условия для развития личной инициативы, охраняет безопасность, законную свободу и собственность каждого, способствует развитию нравственных ориентиров в обществе. 
Если стратегия государства приводит его народы к укреплению, развитию и процветанию, то её можно считать национальной, в противном случае — антинациональной.
Экономическая стратегия государства определяет трансформацию приоритетов и инструментов государственного вмешательства в экономику для реализации его политической стратегии. Она характеризует направленность действий государства и принципы их реализации в самом общем виде для долгосрочного периода. Принципы государственного вмешательства в экономику для реализации его стратегических задач в текущем периоде конкретизирует его экономическая политика.

## Классификация стратегий государства
- Корпоративная стратегия реализуется в эгоистических интересах властвующего социального слоя (корпорации) за счёт снижения уровня жизни граждан.
- Социально эффективная стратегия обеспечивает устойчивый рост конечного продукта в оптимальной структуре для граждан, достижение полной занятости, отсутствие инфляции и справедливое распределение доходов.
- Либеральная стратегия означает, что экономика государства становится все более открытой для свободного движения товаров и капиталов.
- Регулируемая стратегия проявляется в установлении государством контроля за движением товаров и капиталов.
- Мобилизационная стратегия требуется для выживания государства, когда оно усиливает прямое вмешательство в производство и внешнеэкономические связи.